# Хамрен, Эрик
Э́рик Хамре́н (швед. Erik Hamrén; род. 27 июня 1957, Юсдаль, Евлеборг) — шведский футбольный тренер. С 2009 по 2016 год являлся главным тренером сборной Швеции. С августа 2018 по ноябрь 2020 года — главный тренер сборной Исландии.

## Карьера
Занимался футболом в клубах «Юсдаль» и «Стокквик», в 18 лет завершил карьеру, не став профессиональным футболистом.
В 1983 году работал с юношеской командой клуба «Сундсвалль», она стала чемпионом Швеции среди юношей до 19 лет.
В 1989 году возглавлял клуб второй лиги «Весбю». В 1990—1991 годах был главным тренером клуба «Броммапойкарна», в сезоне 1991 клуб выбыл из второй лиги в третью. В 1992—1993 годах возглавлял «Васалунд», в сезоне 1993 занял с ним второе место в северной зоне дивизиона 1, в плей-офф за выход в Аллсвенскан уступил «Эребру». В 1994 году был главным тренером «Дегерфорса», клуб занял восьмое место в Аллсвенскан (сезоном ранее — двенадцатое).
С 1995 года работал в стокгольмском АИКе. В сезоне 1995 был помощником главного тренера команды Ханса Бакке, АИК занял восьмое место в Аллсвенскан. В сезоне 1996 был главным тренером, АИК занял четвёртое место в чемпионате и выиграл Кубок Швеции. В сезоне 1997 АИК вновь выиграл Кубок Швеции, в чемпионате занял восьмое место, в Кубке обладателей кубков дошёл до четвертьфинала.
28 августа 1998 года был назначен главным тренером «Эргрюте». Предшественник Хамрена Боссе Баккман был уволен за плохие результаты. В сезоне 1998 «Эргрюте» занял 12-е место в Аллсвенскан, в переходных матчах сохранил место в высшем дивизионе. Первым футболистом, подписанным в межсезонье, стал 17-летний нападающий Юхан Эльмандер. Эрик Хамрен доверил молодому футболисту место в составе, в сезоне 1999 Эльмандер провёл 18 матчей; впоследствии он стал основным нападающим сборной Швеции. В сезоне 1999 «Эргрюте» занял 4-е место, а игрок команды Маркус Альбек стал лучшим бомбардиром чемпионата. В 2000 году «Эргрюте» выиграл Кубок Швеции — первый трофей за 15 лет. В том же году «Эргрюте» выступил в Кубке УЕФА, выбыл в первом круге. В межсезонье Маркус Альбек и Юхан Эльмандер покинули клуб, и Эрику Хамрену пришлось заново «строить» игру команды в атаке. Для этого был приобретён полузащитник Джеффри Обинн, который в том же году дебютировал в сборной Швеции. В сезоне 2001 «Эргрюте» занял шестое место в Аллсвенскан. Летом 2002 года Эрик Хамрен привёз в Европу бразильского нападающего Афонсо Алвеса, в первом сезоне Афонсо забил 13 голов в 18 матчах и помог «Эргрюте» занять третье место. Через полтора года Афонсо был продан за 1 млн. евро. В сезоне 2003 клуб занял четвёртое место в Аллсвенскан.
С 1 января 2004 года возглавил датский клуб «Ольборг», подписав контракт сроком на 3 года. Эрик Хамрен стал третьим главным тренером команды за сезон. Одним из первых приобретений клуба при Хамрене стал шведский полузащитник Мартин Эрикссон, он играл важную роль в игре команды в атаке, через 2 года Эрикссон был продан в «Брондбю» за 1 млн 100 тыс. евро. В сезоне 2003/2004 «Ольборг» занял пятое место в Суперлиге и дошёл до финала Кубка Дании. В 2005—2006 годах «Ольборг» приобрёл ещё нескольких футболистов, ставших впоследствии известными: Михаэля Якобсена, Йеппе Курта, Лукаса де Деус Сантоса, Раде Прицу. В сезоне 2006/07 клуб занял третье место в Суперлиге, Раде Прица стал лучшим бомбардиром. «Ольборг» выиграл Кубок Интертото 2007, в первом раунде Кубка УЕФА 2007/08 «прошёл» итальянскую «Сампдорию», в групповом этапе занял предпоследнее место в группе G. В сезоне 2007/08 «Ольборг» третий раз в своей истории стал чемпионом Дании, лучшим бомбардиром стал Йеппе Курт. После этого срок контракта Эрика Хамрена с «Ольборгом» закончился, и он покинул Данию. Датский футбольный союз признал Хамрена «тренером года 2008».
28 декабря 2007 года подписал контракт сроком до конца 2010 года с норвежским клубом «Русенборг». Контракт вступал в силу с 1 июня 2008 года, Эрик Хамрен прибыл в Тронхейм 26 мая. «Русенборг» выиграл Кубок Интертото 2008, в Кубке УЕФА 2008/09 занял последнее место в группе G. В межсезонье клуб купил у английского «Сандерленда» Раде Прицу. В сезоне 2009 «Русенборг» стал чемпионом Норвегии, обеспечив себе титул за 4 тура до конца чемпионата. Прица стал лучшим бомбардиром.
Шведский футбольный союз предложил Эрику Хамрену возглавить сборную Швеции после отставки Ларса Лагербека. 30 октября 2009 года были проведены переговоры между SvFF и «Русенборгом», норвежский клуб потребовал компенсацию за досрочное расторжение контракта в размере 10,2 млн. шведских крон, на этом переговоры были прекращены, было объявлено, что Хамрен остаётся в «Русенборге». Чтобы возобновить переговоры, 3 ноября Хамрен встретился с директором клуба Нильсом Скутле. 4 ноября 2009 года Эрик Хамрен стал главным тренером сборной Швеции. Он будет совмещать этот пост с работой в «Русенборге» до 31 августа 2010 года. Контракт Хамрена со Шведским футбольным союзом рассчитан до 2014 года.

## Достижения
АИК
- Обладатель Кубка Швеции (2): 1996, 1997

Эргрюте
- Обладатель Кубка Швеции: 2000

Ольборг
- Победитель Кубка Интертото: 2007
- Чемпион Дании: 2007/08

Русенборг
- Победитель Кубка Интертото: 2008
- Чемпион Норвегии: 2009

## Личная жизнь
Женат, жену зовут Агнета, у них есть 2 дочери. Жена и дети живут в Ландветтере (пригород Гётеборга).